# 2010年鐵路
此條目列出2010年發生有關鐵路運輸的事件。

## 事件

### 1月
- 1月21日：韓國鐵道公社京釜電鐵線〈京釜線〉加設堂井站（軍浦站至義王站之間）。

### 2月
- 2月6日：鄭西客運專線通車。
- 2月18日：首爾地鐵3號線水西站至梧琴站通車。
- 2月24日：上海軌道交通2號線張江高科站至廣蘭路站通車。
- 2月26日：韓國鐵道公社開設西東灘站（京釜電鐵線支線（餅店基地線））

### 3月
- 3月13日：東日本旅客鐵道東海道本線（品鶴線）加設武藏小杉站，九州旅客鐵道鹿兒島本線加設新宮中央站和神村學園前站。
- 3月14日：阪急電鐵京都本線加設攝津市站。
- 3月16日：上海軌道交通2號線徐涇東站至淞虹路站通車。
- 3月25日：福井鐵道福武線加設體育公園站。
- 3月27日：西日本鐵道天神大牟田線加設紫站。
- 3月29日：上海軌道交通11號線支線嘉定新城站至安亭站通車。

### 4月
- 4月2日：西維爾地鐵1號線（英语：Seville Metro line 1）通車。
- 4月3日：德里地鐵綠線通車。
- 4月7日：上海軌道交通9號線世紀大道站至楊高中路站通車。
- 4月8日：上海軌道交通2號線廣蘭路站至浦東國際機場站通車。
- 4月10日：上海軌道交通10號線龍溪路站至新江灣城站、10號線支線龍溪路站至航中路站通車，瀋陽地鐵10號線通車。
- 4月11日：東京單軌電車東京單軌電車羽田線天空橋站至新整備場站移動路線。
- 4月17日：新加坡地鐵環線由巴特禮延長至多美歌。
- 4月20日：上海軌道交通13號線馬當路站至世博大道站臨時通車。
- 4月26日：福厦铁路通车。

### 5月
- 5月9日：临哈铁路开通运营[1]。
- 5月12日：成灌鐵路通車。
- 5月14日：阿達納地鐵正式通車。
- 5月23日：新延長的東倫敦線全線通車[2][3]。
- 5月28日：南京地鐵1號線支線（1號線南延線）安德門站至中國藥科大學站、2號線油坊橋站至經天路站通車。

### 6月
- 6月8日：豪登列車通車[4]。
- 6月21日：德里地鐵黃線通車。
- 6月22日：卑爾根輕鐵通車。
- 6月25日：紐約地鐵V線與W線最後一天營運。

### 7月
- 7月1日：滬寧城際鐵路通車[5]，上海軌道交通2號線加設虹橋火車站站，深圳地鐵將龍華線（4號線）交由港鐵軌道交通（深圳）有限公司營運 。
- 7月14日：臺鐵增設南科車站。
- 7月17日：成田機場線通車，成田湯川站啟用。
- 7月29日：武漢地鐵1號線堤角站至黃浦路站、宗關站至東吳大道站通車。

### 8月
- 8月9日：羅訥特快（英语：Rhônexpress）輕軌列車在里昂市區至里昂聖埃克絮佩里機場開始營運[6]。
- 8月12日：怡保站至芙蓉站開通KTM電動列車服務[7]。
- 8月23日：蘇凡納布機場捷運延誤4年後開通[8]。
- 8月29日：波的尼亞線通車。

### 9月
- 9月3日：都柏林－納文鐵路（英语：Dublin–Navan railway line）通車。
- 9月20日：昌九城際鐵路通車。
- 9月22日：廣州地鐵2號線嘉禾望崗站至廣州南站、4號線黃村至車陂南站。
- 9月25日：廣州地鐵4號線延線、8號線昌崗站至萬勝圍站通車通車，瀋陽地鐵1號線十三號街站至黎明廣場站通車。
- 9月27日：成都地鐵1號線昇仙湖站至世紀城站通車。

### 10月
- 10月7日：歐洲之星向西門子購買10列新高速列車，合共7億歐元[9][10]。
- 10月15日：聖哥達基礎隧道打通[11]。
- 10月16日：三陸鐵道北谷灣線加設山口團地站。
- 10月21日：京濱急行電鐵機場線加設羽田機場國際線航站樓站，東京單軌電車羽田線改名為東京單軌電車羽田機場線，加設羽田機場國際線大樓站。
- 10月21日：馬六甲單軌列車（英语：Melaka Monorail）第一次通車。新山中央車站啟用。
- 10月26日：滬杭客運專線通車。
- 10月30日：廣州地鐵3號線機場南站至廣州東站通車。

### 11月
- 11月1日：京釜高速線第二期通車，加設金泉龜尾站、五松站、新慶州站和蔚山站。斥資7.945兆韓圓[12][13]。
- 11月1日：上海軌道交通13號線馬當路站至世博大道站暫時停運。
- 11月3日：台北捷運新莊線大橋頭站至忠孝新生站、蘆洲線蘆洲站至大橋頭站通車。
- 11月3日：廣佛地鐵魁奇路站至西朗站通車，珠江新城旅客自動輸送系統林和西站至廣州塔站通車。
- 11月8日：珠江新城旅客自動輸送系統通車。
- 11月27日：圖盧茲電車（英语：Toulouse tramway）通車。
- 11月30日：上海軌道交通10號線龍溪路站至虹橋火車站站通車。

### 12月
- 12月4日：東北新幹線延長至新青森站[14]，東北本線八戶站至青森站交由青森鐵道營運。
- 12月12日：Karelian Trains（英语：Karelian Trains）開始營運赫爾辛基至聖彼得堡之間的國際列車。
- 12月15日：基輔地鐵庫雷尼夫卡-紅軍線由雷比季站延長至瓦西里基夫站。
- 12月19日：馬德里－黎凡特高速鐵路（英语：Madrid–Levante high-speed rail network）、佩皮尼昂－菲格雷斯高速鐵路通車。
- 12月21日：首都圈電鐵京春線通車。
- 12月22日：宜萬鐵路通車。
- 12月28日：深圳地鐵蛇口線赤灣站至世界之窗站、龍崗線雙龍站至草埔站通車。
- 12月29日：仁川國際機場鐵道首爾站至金浦機場站通車。
- 12月30日：北京地鐵昌平線南邵站至西二旗站、15號線望京西站至後沙峪站、房山線大葆台站至蘇莊站、亦莊線宋家莊站至次渠站、大興線公益西橋站至天宮院站通車，上海軌道交通7號線美蘭湖站至上海大學站通車，海南東環高速鐵路和喀和鐵路貨運通車。
- 12月30日：雅典地鐵3號線加設聖帕拉斯科維站（英语：Agia Paraskevi metro station）。
- 12月30日：聖彼得堡地鐵伏龍芝－海濱線加設支流運河站。